# Épidémie de maladie à virus Zika en Amérique
 (décembre 2023).
L'épidémie de maladie à virus Zika en Amérique débute officiellement au Brésil en avril 2015 avant de se répandre dans d'autres pays d'Amérique latine, et dans les Caraïbes. Ainsi, la Guyane et les Antilles françaises — Martinique, puis Guadeloupe — sont concernées par l'état d'alerte à partir de décembre 2015, mais on montre en 2016 que le virus Zika était déjà présent plus d'un an avant sa première confirmation officielle.
En janvier 2016, l'Organisation mondiale de la santé (OMS) déclare que le virus est susceptible de se propager à travers la majorité des Amériques d'ici la fin de l'année. Par la suite, en février 2016, l'OMS déclare que la microcéphalie et le syndrome de Guillain-Barré, supposés associés au déclenchement de la maladie à virus Zika, constituent une « urgence de santé publique de portée mondiale ».

## Ecoépidémiologie
Le virus se propage principalement par le moustique Aedes aegypti, qui se trouve communément dans les Amériques tropicales et subtropicales, mais aussi par le moustique Aedes albopictus, également appelé moustique-tigre asiatique. Ces derniers sont aujourd'hui très répandus jusqu'à la région des Grands Lacs des États-Unis. Le virus Zika peut également être transmis par voie sexuelle.

## Epidémiologie
La majorité (70 % à 80 %) des infections par le virus Zika sont asymptomatiques, ce qui rend l'estimation du nombre de cas difficile.
Dans environ un cas sur cinq, l'infection liée au virus Zika est responsable d'une maladie bénigne appelée infection à virus Zika, ce qui provoque des symptômes tels que de la fièvre et des éruptions cutanées. 
Cependant, l'infection par le virus Zika chez les femmes enceintes (à la 17e semaine) aurait un lien avec la microcéphalie des nouveau-nés par transmission de la mère à l'enfant et, dans de très rares cas, avec le syndrome de Guillain-Barré. Un certain nombre de pays ont émis des avertissements de voyage, et l'épidémie devrait avoir un impact sur l'industrie du tourisme.

## Données génomiques
En mars 2016, la publication d'analyses moléculaire et de l’horloge phylogénétique de ces souches virales (faite à partir de sept échantillons viraux provenant respectivement de quatre patients spontanément guéris, d’un donneur de sang, d’un adulte décédé de la maladie, et d’un nouveau-né microcéphale et atteint de malformations congénitales) montraient que selon ces données, il n'y a eu qu'une seule introduction de ZIKV dans les Amériques, entre mai et décembre 2013 (plus d'un an avant la détection de ZIKV au Brésil). Cette période correspond au Brésil à une augmentation des débarquements de passagers aériens provenant de zones d'endémie ZIKV des îles du Pacifique. 
Ces génomes brésiliens du ZIKV sont phylogénétiquement intercalés entre ceux d'autres pays d'Amérique du Sud et des Caraïbes. 
Une cartographie des mutations virales illustre le contexte des changements d'acides aminés viraux des lignée de cette épidémie, mais sans mettre en exergue de modification d'acides aminés communes aux trois génomes viraux alors disponibles provenant de cas avec microcéphalie. 
D’autres données (sur l'incidence géographique des cas) plaident pour un risque de microcéphalie au Brésil mieux corrélé avec une infection autour de la 17e semaine de  grossesse (ceci n’établissant cependant pas de lien de causalité).

Cette description (génétique et moléculaire) des isolats brésiliens constitue une  référence pour de futures études de l'évolution et de l'épidémiologie moléculaire dans les Amériques de ce virus émergent.